# 索倫之口
索倫之口（Mouth of Sauron）是托爾金奇幻小說裡中土大陸的虛構角色，在《魔戒》，特別是第三部《魔戒三部曲：王者再臨》短暫出場，為黑暗努曼諾爾人之一，黑暗魔君索倫的主要密使。
他在黑門之前會晤西方軍隊，勸籲亞拉岡及甘道夫投降。甘道夫決絕地拒絕了這個提議，索倫之口隨即調動魔多的軍隊對峙。
他亦是巴拉多的大將，他的大半生都為索倫效力，他已忘記了自己的姓名。他原本是高大的人類，擅長魔法，與其他的登丹人一樣，但他卻墮落了。在《魔戒》是這樣描述他的：
在隊伍最前端是個高大邪惡的身影，他騎著像是黑馬的生物……騎士渾身披著黑袍，連頭盔都是黑色的；但是，這並非是戒靈，他是一名活人，他是巴拉多之塔的大將，沒有任何的傳說提及他的名號，因為連他自己都忘記了，他開口道：「我是索倫之口！」

作為索倫之口，他「在魔王再度轉生時，進入邪黑塔服侍索倫」，關於他到底服侍了索倫多久仍存有爭論。如果這是指索倫最近期返回魔多，截至他與亞拉岡及甘道夫會晤時，他服侍了索倫六十八年。這是可能的，然而，那次索倫只是重建巴拉多，不是重歸魔多。另一方面，有人推測那是指索倫首次回歸魔多，即第二紀元末努曼諾爾陸沉之後，如果是這樣的話，他效力索倫已超過三千年。
有關索倫之口的矛盾有一點，亞拉岡在《魔戒二部曲：雙城奇謀》曾說索倫「不會使用我們稱呼他的名字，更不可能准許屬下將它拼出來」。克里斯托夫·托爾金推測這是因為亞拉岡的資料過時，索倫之前須隱藏身分才這樣做，到魔戒聖戰時，索倫的身分早已暴露，可能已容許屬下稱他為索倫。

## 改編描述
索倫之口亦在1980年的動畫電影《王者再臨》登場，由Don Messick配音。在小說裡，索倫之口與多名黑暗努曼諾爾人一起走出黑門。在其他改編版本裡，他單騎而出。
2001年至2003年彼得·傑克遜執導的電影《魔戒》系列裡，索倫之口沒有在戲院播映的《魔戒三部曲：王者再臨》出現，但卻出現在加長版DVD裡，索倫之口由布魯斯·斯彭斯（Bruce Spence）飾演。他的頭盔上寫有「LAMMEN GORTHAUR」（辛達林語解作索倫之口，Gorthaur等同昆雅語的索倫），頭盔覆蓋他整張臉，除了口部，他的口部受他邪惡的口脗影響，非常難看。他的口部很大，不合比例，創造出令人不安的效果；彼得·傑克遜拒絕了把口部垂直在臉上的建議，轉而將口部弄大。他還穿著一件類似宗教服裝的長袍，設計師華倫·馬西希望讓這個角色看起來類似祭司或宗教審判官。
加長版DVD提到，彼得·傑克遜曾考慮以其他演員飾演此角色，如凱特·溫斯蕾。
另一處與原文不相同的地方是當索倫之口出示佛羅多的秘銀背心，企圖讓他們以為佛羅多的任務失敗，並且已被折磨致死。他奚落亞拉岡及甘道夫，亞拉岡以納希爾聖劍斬殺索倫之口，其實亞拉岡是相信索倫之口所說的事情，但他不想這些話進一步打擊他人。對比原著，索倫之口說：「我只是傳令的使節，你們不能攻擊我！」他沒有被殺。
彼得·傑克遜在戲院播放的電影裡剪去了這一節，他解釋這是因為缺乏效用。在小說裡，讀者並不知道佛羅多的命運，但在電影版本裡，觀眾知道佛羅多及山姆·詹吉仍在生。索倫之口被殺後，他的座騎及屍體在之後半獸人出擊的鏡頭消失了，但亞拉岡劍上殘留的血跡依然清晰可見。

## 外部連結
- 互联网电影数据库上索倫之口的资料（英文）